# تی‌دی کانادا

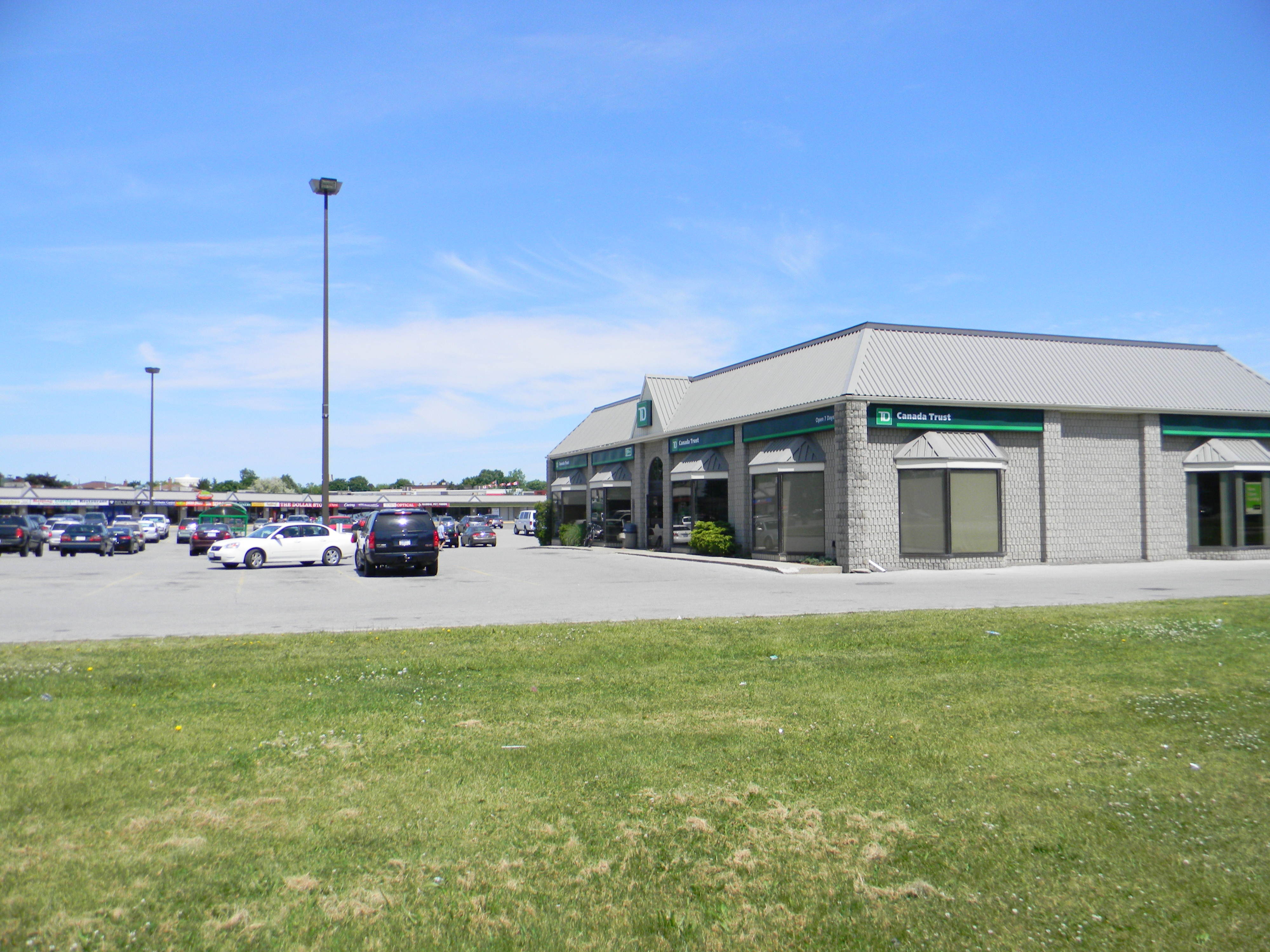
شعبه‌ای از بانک تی‌دی کانادا

تی‌دی کانادا (انگلیسی: TD Canada) شرکت خدمات مالی و بانکداری کانادایی است، که در سال ۲۰۰۰ تأسیس شد.